# 会式二年型飛行機
会式二年型飛行機（かいしきにねんがたひこうき）は、日本の臨時軍用気球研究会が開発し、大日本帝国陸軍が運用した軍用飛行機。会式五号飛行機と会式六号飛行機の2機が存在した。なお、「会式二年型飛行機」という名称は部内で用いられたものである。

## 概要
1913年（大正2年）、臨時軍用気球研究会は会式四号飛行機に続く新型航空機の開発に着手した。制作担当は四号機までの徳川好敏陸軍大尉から沢田秀陸軍中尉と長沢賢二郎陸軍中尉に代わり、彼らの手による設計図を元にして、臨時軍用気球研究会と陸軍砲兵第一方面内砲兵本廠で一機ずつ製作を行うこととなった。
機体は木製骨組に羽布張りの推進式複葉機で、会式四号機の設計を元にしているが、翼は当時輸入・国産化が行われていた安定性に優れるモーリス・ファルマン MF.7（モ式三年型）のものを参考に設計されており、設計は会式とモーリス・ファルマンを折衷したものとなった。その他、操縦席を覆うナセルの設置や燃料タンク容量の増加などの改良が加えられている。エンジンは砲兵工廠で試験的に国産化されていたノーム製のものを搭載していたが、モ式三年型が装備する国産化されたルノー製エンジンに比べて信頼性が低かったため、会式二年型の製造は五号機と六号機の2機のみとなった。
五号機と六号機はともに1913年秋に完成。陸軍によって偵察機などとして使用された。同年11月にはモ式三年型4機とともに名古屋地区で行われた陸軍特別大演習に参加したが、徳川大尉が操縦する会式五号機はエンジン故障に伴う不時着の際に大破した。徳川大尉と同乗者1名は無事であり、その後機体も修復されている。

## 諸元
- 全長：11.00 m
- 全幅：15.50 m
- 全高：3.66 m
- 翼面積：44.1 m2
- 自重：485 kg
- 全備重量：765 kg
- エンジン：陸軍砲兵工廠 ノーム 空冷回転星型7気筒（公称70 hp） × 1
- 最大速度：95 km/h
- 航続時間：4時間
- 乗員：2名